# Issi ben Judah
Issi ben Judah (in ebraico איסי בן יהודה‎?, "Issi ben Yehuda", noto anche come Issi Ha-babli, lett. "Issi il Babilonese") (Babilonia, II secolo – III secolo) era un saggio ebreo rabbino Tanna, della 5ª generazione tannaitica (170 - 200 e.v.).
Si trasferì da Babilonia in Terra di Israele, per questo venne chiamato "Issi Ha-Babli" o "Jose l'uomo di Hutzal". Fu discepolo di Eleazar ben Shammua.
Noto per la sua opinione rabbinica positiva su "Alzati davanti a chi ha i capelli bianchi, onora la persona del vecchio" (Levitico 19:32), frase che altri saggi rabbinici interpretano come riferentesi soltanto agli "allievi anziani" (Talmid Chacham), mentre secondo Issi si riferisce a tutti gli anziani.
Le sue opinioni in merito alla colpevolezza per trasgressioni dello Shabbat e sul diritto di mangiare nei vigneti altrui, sono registrate nelle cosiddette Megghilat Setarim ("Scrolli delle Cose Segrete"). Comunque, in entrambi i casi, tali sue opinioni sono rifiutate dai Rabbini.